# USS South Dakota (BB-49)
USS South Dakota (BB-49) był pancernikiem typu South Dakota (był okrętem prototypowym). Był drugim okrętem noszącym nazwę pochodzącą od stanu Dakota Południowa. Jego stępka została położona 15 marca 1920 w New York Navy Yard. Budowa została wstrzymana 8 lutego 1922 (w tym momencie okręt był zbudowany w 38,5 procentach), a anulowana 17 sierpnia 1923 zgodnie z uzgodnieniami traktatu waszyngtońskiego. Został skreślony z rejestru floty 10 listopada 1923. Jego nieukończony kadłub został sprzedany Steel Scrap Corporation z Filadelfii 10 października 1923 na złom. Złomowanie zostało ukończone 15 listopada 1923.